# Eragrostis deqenensis
Eragrostis deqenensis är en gräsart som beskrevs av Bi Sin Sun och Song Wang. Eragrostis deqenensis ingår i släktet kärleksgrässläktet, och familjen gräs. Inga underarter finns listade i Catalogue of Life.